# Täuffelen
Täuffelen (französisch früher Chouffaille) ist eine politische Gemeinde im Verwaltungskreis Seeland des Kantons Bern in der Schweiz.

## Geographie

### Lage
Täuffelen liegt am Südufer des Bielersees.

### Gemeindegliederung
Die Gemeinde umfasst die beiden Dörfer Täuffelen und Gerolfingen, weshalb sich die Gemeinde selber Täuffelen-Gerolfingen nennt.

### Nachbargemeinden
Die Nachbargemeinden von Norden beginnend im Uhrzeigersinn sind Mörigen, Epsach, Walperswil und Hagneck.

## Geschichte

Luftbild (1954)

Beide Ortschaften haben keltische Wurzeln und wurden im 13. und 14. Jahrhundert erstmals urkundlich erwähnt. Einige Pfahlbaufunde am Ufer des Bielersees belegen die Besiedlung in der Jungsteinzeit. Die Grafen von Fenis und anschliessend die Grafen von Neuenburg sind als Herrscher über Täuffelen belegt, bevor es als Teil der Grafschaft Nidau der bernischen Vogtei Nidau zugewiesen wurde.

## Politik
Gemeindepräsident ist Adrian Hutzli. (FDP, Stand 2024)
Bei den Nationalratswahlen 2023 betrugen die Wähleranteile in Täuffelen (in Klammern die Veränderung im Vergleich zu den Wahlen 2019 in Prozentpunkten): SVP 33,51 % (+4,64), SP 18,44 % (+3,46), FDP 11,66 % (−4,55), glp 10,39 % (+0,85), Mitte 9,74 % (−0,99), Grüne 8,68 % (−3,69), EVP 2,53 % (+0,07), EDU 2,41 % (+1,94), SD 0,17 % (−0,01).

### Wappen
Täuffelen
Blasonierung: In Blau mit einem goldenen oder dunkelgelben Rand, ein silbernes oder weisses Monogramm, T und F, unten in eine Pfeilspitze endigend.
Die Gemeinde verwendet seit 1944 das seit dem 15. Jahrhundert bekannte Sujet als Gemeindewappen.
Gerolfingen
Blasonierung: Dreizinken-Fischfanggabel, links und rechts je ein senkrechter Fisch, alles auf blauem Hintergrund.
Die Ortschaft trägt das Wappen, welches 1950 gestaltet wurde.

## Wirtschaft und Infrastruktur

### Schule
Die Schulkinder können den Kindergarten, die Primarschule und die Oberstufe in Täuffelen-Gerolfingen besuchen. Im Kindergarten- und Primarschulbetrieb sind die Nachbargemeinden Hagneck und Epsach angeschlossen. Das Oberstufenzentrum Täuffelen ist die regionale öffentliche Schule für Jugendliche der 7. bis 9. Klassen. Einzugsgebiet: Hagneck, Epsach, Täuffelen-Gerolfingen, Mörigen und Sutz-Lattrigen. Etwa 20 Lehrpersonen unterrichten durchschnittlich 180 Schülerinnen und Schüler in 10 Klassen.
Das Schulhaus verfügt über Räumlichkeiten und Infrastruktur, welche für Kultur, Vereine und Freizeitangebot der Region wichtig sind: Turnhalle, Hallenbad, Aula, Mehrzweckraum, Bibliothek, Luftschutzanlage und Fussballplatz.

### Verkehr
Täuffelen liegt an der Linie der Biel-Täuffelen-Ins-Bahn (BTI), die seit 1999 zum Verkehrsbetrieb Aare Seeland mobil (asm) gehört. Daneben umfasst das Angebot des öffentlichen Verkehrs auch Autobusse nach Aarberg.

### Versorgung
Täuffelen ist eine Verbandsgemeinde der Seeländischen Wasserversorgung.

## Kultur und Sehenswürdigkeiten

### Kulturgüter
- → Hauptartikel: Liste der Kulturgüter in Täuffelen

### Religion
- → Hauptartikel: Pfarreizentrum St. Peter und Paul (Täuffelen)

## Persönlichkeiten
- Samuel Buri (* 1935), Kunstmaler
- Barbara Buri (* 1939), Schauspielerin, Übersetzerin
- Bruno Martin (* 1961), Grossrat (parteilos)

## Fotos

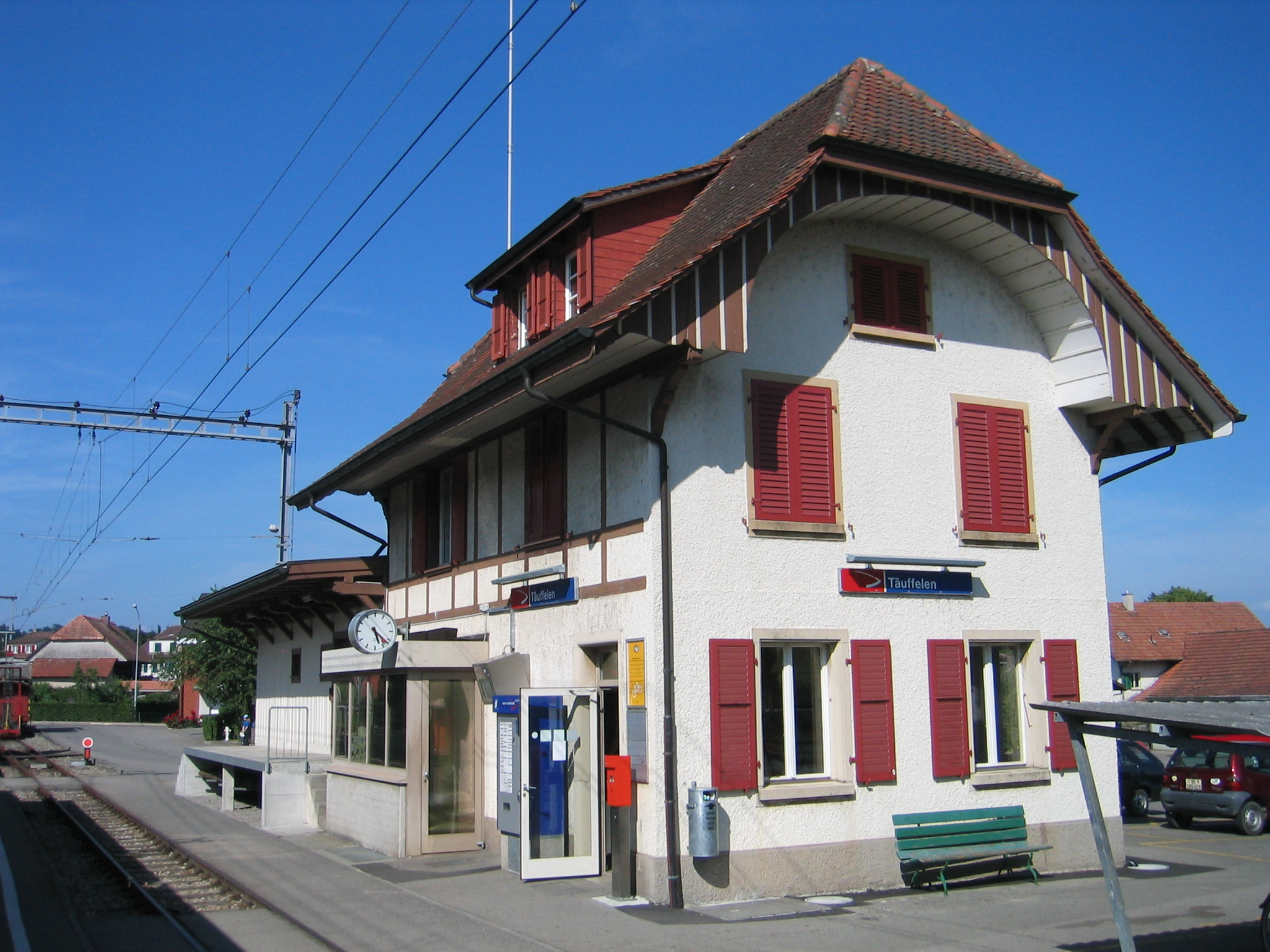
BTI-Bahnhof Täuffelen
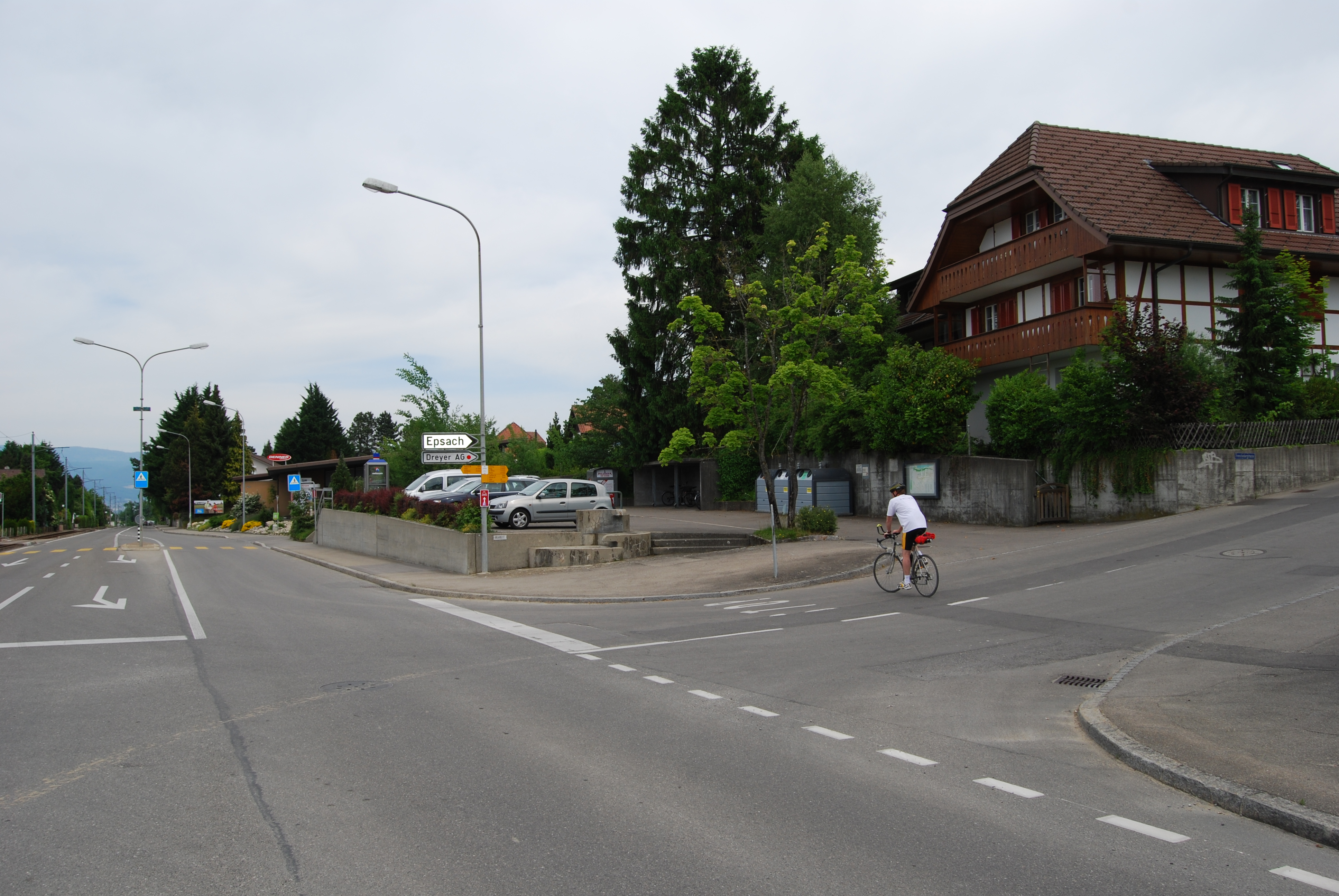
Kreuzung in Gerolfingen
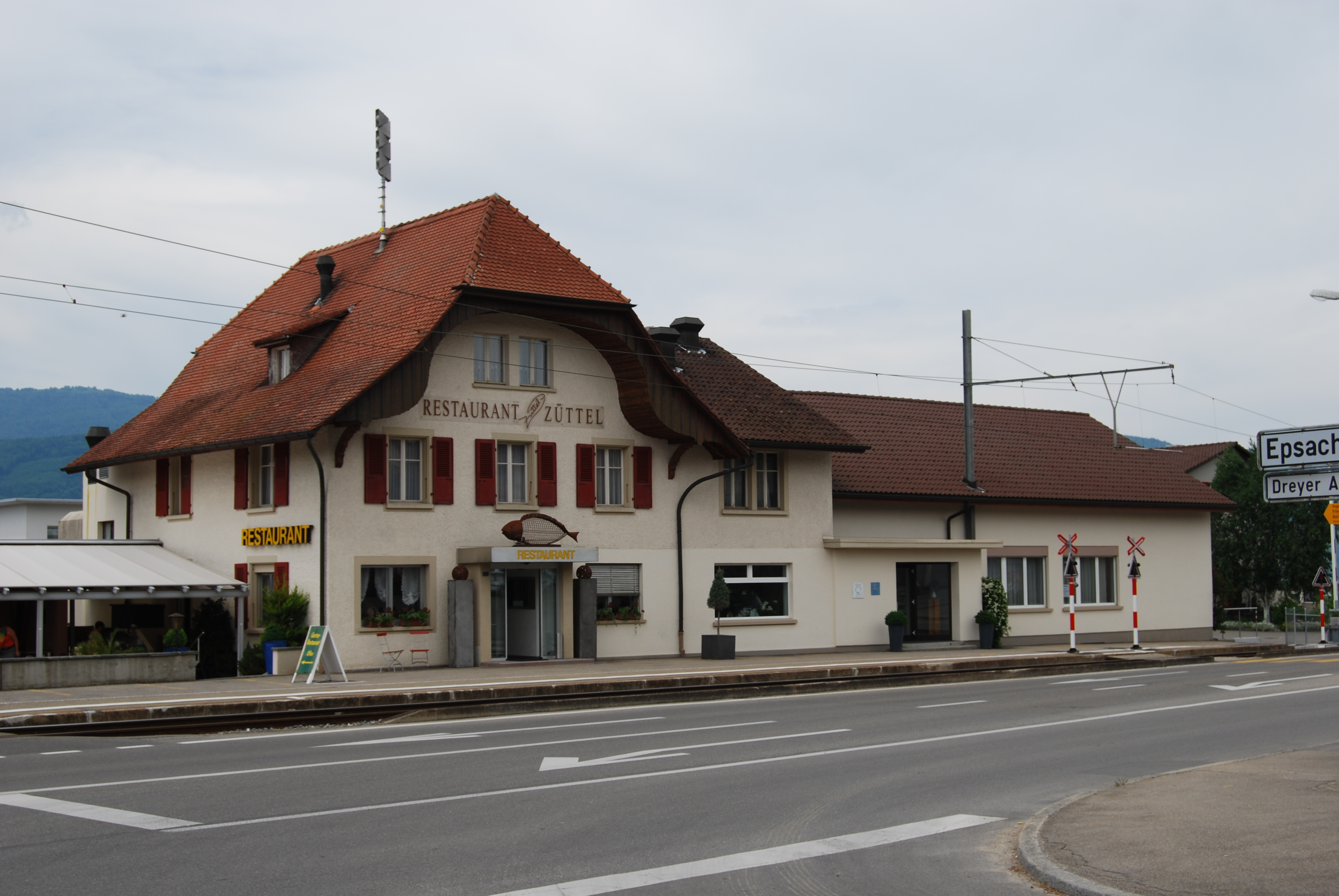
Ehemaliges Restaurant «Züttel» in Gerolfingen
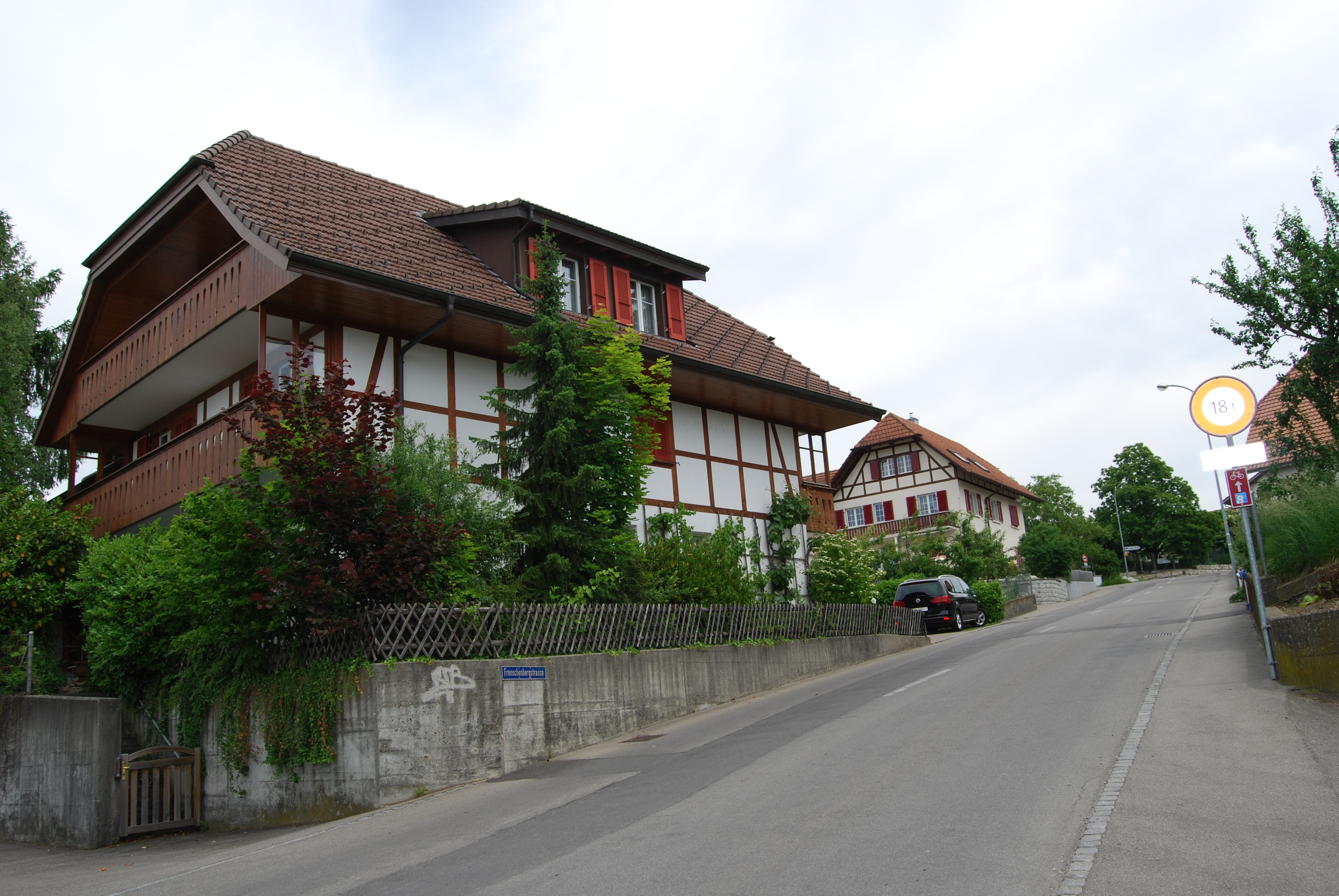
Frenschenbergstrasse in Gerolfingen